# 凯文·杰克逊
凯文·杰克逊（英語：Kevin Jackson，1964年11月25日—），美国男子摔跤运动员，主攻自由式。他曾代表美国参加1992年夏季奥林匹克运动会摔跤比赛，获得男子自由式中量级金牌。